# Хасслер, Эмиль
Э́миль Ха́сслер (нем. Emil Hassler или Эмиль Аслер фр. Émile Hassler, или Эмилио Асслер итал. Emilio Hassler; 20 июня 1864 — 4 ноября 1937) — швейцарский ботаник, врач, хирург и этнограф.

## Биография
Эмиль Хасслер родился в городе Арау 20 июня 1864 года.  
Хасслер проводил медицинские исследования во Франции и в Рио-де-Жанейро.
Эмиль Хасслер начал свою удивительную научную деятельность в Южной Америке и вскоре после этого начал собирать свою этнографическую коллекцию. 
Хасслер работал в нескольких бразильских больницах, открыл медицинские учреждения во время войны Чако между Парагваем и Боливией, основал свой собственный научный институт и провёл несколько поисковых экспедиций в джунглях Мату-Гросу в Бразилии и внутренних парагвайских районах.
Он внёс значительный вклад в ботанику, описав множество видов растений.
Эмиль Хасслер умер в городе Асунсьон 4 ноября 1937 года. 

## Научная деятельность
Эмиль Хасслер специализировался на папоротниковидных и на семенных растениях.   